# Sylvia Masebo

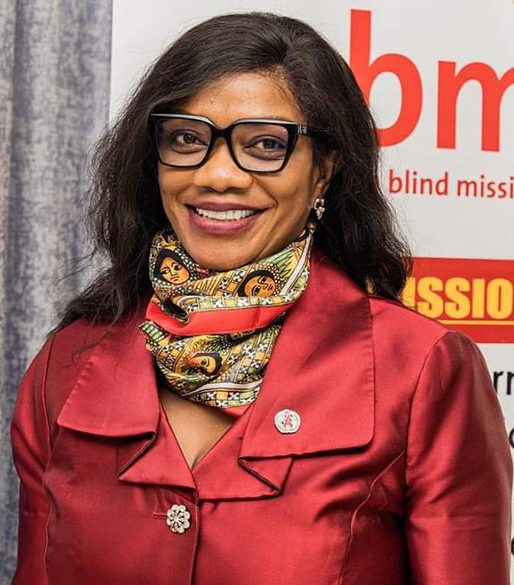
Sylvia Masebo (2022)

Sylvia Masebo (* 7. März 1963) ist eine Politikerin in Sambia, die mehrmals Mitglied der Nationalversammlung Sambias (National Assembly of Zambia) sowie Ministerin verschiedener Ressorts war. Seit 2021 ist sie wieder Mitglied der Nationalversammlung sowie Gesundheitsministerin im Kabinett von Staatspräsident Hakainde Hichilema.

## Leben
Sylvia Masebo absolvierte ein Studium der Bankbetriebslehre und Finanzwirtschaft, das sie mit einem Bachelor of Science (B.Sc. Banking and Finance) beendete. Sie war als Unternehmerin und stellvertretende Bürgermeisterin von Lusaka tätig. Sie gehörte zu den Gründungsmitgliedern der Bewegung für Mehrparteiendemokratie MMD (Movement for Multi-Party Democracy), das sie im Dezember 1998 verlassen hat. Sie ging in die Opposition zur National Pressure Group, der Zambia Republic Party, bildete die Zambia Alliance for Progress und dann den Zambian Democratic Congress. Sie griff politisch Frederick Chiluba an und hatte unter Willkür zu leiden. So wurde ihre Farm Ibex Hill am 13. April 1999 sieben Stunden lang von der Drogenfahndung durchsucht.
Sylvia Masebo wurde bei den Wahlen am 27. Dezember 2001 für die MMD, der sie wieder beigetreten war, im Wahlkreis Chongwe erstmals zum Mitglied der Nationalversammlung Sambias (National Assembly of Zambia) gewählt. Im Kabinett von Staatspräsident Levy Mwanawasa wurde sie 2003 Ministerin für Kommunalverwaltung und Wohnungsbau (Minister of Local Government and Housing ) und bekleidete dieses Ministeramt bis Oktober 2005. In ihre Zuständigkeit fielen die Schnellgerichte, vor denen vor allem Straßenhändler abgeurteilt werden, was zu Kritik Anlass gab. Weiter gehörten die Trinkwasserversorgung, die illegalen Siedlungen und der soziale Wohnungsbau in ihren Geschäftsbereich. Nach einer Regierungsumbildung fungierte sie von Oktober 2005 bis zu den Wahlen am 28. September 2006 als Gesundheitsministerin im ersten Kabinett Mwanawasa. Sie wurde bei den Wahlen am 28. September 2006 im Wahlkreis Chongwe für die Movement for Multi-Party Democracy abermals zum Mitglied der Nationalversammlung gewählt. Sie übernahm daraufhin im zweiten Kabinett Mwanawasa am 9. Oktober 2006 noch einmal das Amt als Ministerin für Kommunalverwaltung und Wohnungsbau und bekleidete dieses bis zum Tode von Präsident Mwanawasa am 19. August 2008. Am 6. November 2006 eröffnete sie ein Trainingszentrum für Gemeinderäte, von denen sie in ihrer Rede verlangte, dass sie die Satzung für Gemeindeverwaltung zu kennen hätten – worauf ihr die Presse empfahl, ein ähnliches Trainingszentrum für Parlamentarier gleich mit zu gründen.
Sie trat daraufhin erneut aus der MMD und wurde später Mitglied der Patriotischen Front PF (Patriotic Front). Bei den Wahlen am 20. September 2011 verlor sie zunächst ihr Parlamentsmandat, wurde aber bei einer Nachwahl in ihrem bisherigen Wahlkreis Chongwe im November 2011 mit 8607 Stimmen wiedergewählt, während Adrian Bauleni vom Wahlbündnis UPND/MMD lediglich 3902 Stimmen erhielt. Im Kabinett von Staatspräsident Michael Sata übernahm sie 2012 den Posten als Ministerin für Tourismus und Künste (Minister of Tourism and Arts) und bekleidete dieses Amt bis zu einer Regierungsumbildung bis zum 20. März 2014, woraufhin Jean Kapata ihre Nachfolge antrat. Im Anschluss war sie in der Nationalversammlung von Januar 2015 bis Mai 2016 noch Mitglied des Ausschusses für Gesundheit, Gemeindeentwicklung und soziale Dienste (Health, Community Development and Social Services) und des Ausschusses für Jugend, Sport und Kinderangelegenheiten (Committee on Youth, Sport and Child Matters). Im Juli 2015 verhaftete die Antikorruptionskommission Frau Masebo und klagte sie wegen Amtsmissbrauchs in zwei Fällen während ihrer Amtszeit als Ministerin für Tourismus und Kunst an. Es wurde behauptet, dass sie die Vergabe einer Ausschreibung für die Jagdkonzession der Zambia Wildlife Authority (ZAWA) abgesagt hatte. Sie wurde von den Anklagen freigesprochen.
Bei den Wahlen am 11. August 2016 kandidierte Sylvia Masebo nunmehr für die Vereinigte Partei für die nationale Entwicklung UPND (United Party for National Development) im Wahlkreis Chongwe, verlor allerdings gegen den jetzigen Kandidaten der Patriotic Front, Japhen Mwakalombe. Eine gegen die Wahlniederlage eingelegte Petition blieb erfolglos.
Bei den Wahlen am 12. August 2021 wurde sie für die UPND im Wahlkreis Chongwe wieder zum Mitglied der Nationalversammlung gewählt wurde. Dabei konnte sie sich mit 32.433 Stimmen klar gegen Japhen Mwakalombe durchsetzen, auf den 23.533 Stimmen entfielen. Im September 2021 wurde sie erneut als Gesundheitsministerin in das Kabinett von Staatspräsident Hakainde Hichilema berufen.
Sylvia Masebo ist verheiratet mit Dick Masebo, einem Geschäftsmann in Lusaka.